# Ліпарит III Дадіані
Ліпарит III Дадіані (груз. ლიპარიტ III დადიანი; д/н — бл. 1658) — мтаварі Мегрелії у 1657—1658 роках.

## Життєпис
Онук мтаварі Манучара I і син Ісейя. Замолоду його батька було засліплено ворогами роду, тому він втратив права на владу.
1657 року після смерті мтаварі Левана II захопив владу в Мегрелії, не допустивши до трону спадкоємця Олександра, якого стратив. Але невдовзі проти нього виступив родич Вамек Ліпартіані, що отримав допомогу від Олександра III, царя Імереті. В свою чергу Ліпарит III звернувся по допомогу до Ростома, царя Картлі та османського паши в Чилдирі. Втім не встиг отримати допомогу й вимушен був тікати до Самцхе, звідси перебрався до Горі. На той час трон Картлі зайняв Вахтанг V. За підтримки родички Маріам 1658 року отривав військ на чолі з Зазою Панаскертелі, князем Тао.
Вамека Ліпартіані було вигнано Панаскертелі, а Ліпарита III відновлено у владі в Зугдіді. Здобув широку підтримку серед азнаурі і духовенства. Втім того самого року імеретинський цар особисто рушив проти мтаварі Мегрелії, де у битві біля Бандзи завдав поразки Ліпариту III та його союзникам Кайхосро I, мтаварі Гурії, і чилдирському паші. За різними версіями Ліпарит загинув у битві або втік до Стамбула, де невдовзі помер.